# SHIP (Yuka & Chronoshipのアルバム)
『SHIP』は日本のプログレッシヴ・ロック・バンド Yuka & Chronoshipの国内メジャー初となる通算4枚目のスタジオ・アルバム。日本では2018年4月4日にKING RECORDS“NEXUS”レーベルから、海外では同年5月11日にイギリス“Cherry Red Records”から発売された。
本作では英国プログレを代表するバンド“カーヴド・エア(Curved Air)”のソーニャ・クリスティーナ(Sonja Kristina)を「Tears Of Figurehead」のゲストヴォーカリストに迎え、またキング・クリムゾンやエイジアなどで活躍した故ジョン・ウェットン(John Wetton)がヴォーカルを担当する予定だった「Did You Find A Star?」をピカデリー・サーカスやソロ活動でも有名な伊豆田洋之が担当している。アルバムジャケットならびにブックレットデザインは前作『The 3rd Planetary Chronicles（第三惑星年代記）』に引き続き、『拡散』『クーの世界』『ミヨリの森』で知られる漫画家・小田ひで次が手掛けている。

## 解説
前半7曲は「アルゴ組曲」として、ギリシア神話に登場する巨大船「アルゴ船」をモチーフに、コルキスの黄金の羊の毛皮を探す冒険の物語を描いた大作。また、組曲以降の4曲はいずれも前半の組曲とは大きく異なり、日本語歌詞を施した「Visible Light」、ジョン・ウェットンの歌声を彷彿させる伊豆田洋之による「Did You Find A Star?」など、一つひとつが挑戦的な楽曲で構成されている。

## 収録曲
「The ARGO Suite」
1. ARGO - Tears Of The Figurehead
2. ARGO - The Ship Argos
3. ARGO - Landing
4. ARGO - Golden Fleece
5. ARGO - A Dragon That Never Sleeps
6. ARGO - Islands In The Stream
7. ARGO - Return
8. The Airship Of Jean Giraud
9. Visible Light
10. Old Ship On The Grass
11. Did You Find A Star?